# Сейвілл (Нью-Йорк)
Сейвілл (англ. Sayville) — переписна місцевість (CDP) в США, в окрузі Саффолк штату Нью-Йорк. Населення — 16 569 осіб (2020).

## Географія
Сейвілл розташований за координатами 40°44′51″ пн. ш. 73°5′7″ зх. д. / 40.74750° пн. ш. 73.08528° зх. д. (40.747637, -73.085326).  За даними Бюро перепису населення США в 2010 році переписна місцевість мала площу 13,87 км², з яких 13,70 км² — суходіл та 0,17 км² — водойми.

## Демографія
Згідно з переписом 2010 року, у переписній місцевості мешкали 16 853 особи в 5983 домогосподарствах у складі 4365 родин. Густота населення становила 1215 осіб/км².  Було 6220 помешкань (449/км²).
Расовий склад населення:
| - 95,4 % — білих - 1,8 % — азіатів - 1,1 % — чорних або афроамериканців - 0,1 % — корінних американців |

До двох чи більше рас належало 1,0 %. Частка іспаномовних становила 4,8 % від усіх жителів.
За віковим діапазоном населення розподілялося таким чином: 24,0 % — особи молодші 18 років, 59,0 % — особи у віці 18—64 років, 17,0 % — особи у віці 65 років та старші. Медіана віку мешканця становила 43,0 року. На 100 осіб жіночої статі у переписній місцевості припадало 89,5 чоловіків;  на 100 жінок у віці від 18 років та старших — 84,1 чоловіків також старших 18 років.
Середній дохід на одне домашнє господарство  становив 125 576 доларів США (медіана — 105 712), а середній дохід на одну сім'ю — 144 980 доларів (медіана — 125 318). Медіана доходів становила 80 942 долари для чоловіків та 58 603 долари для жінок. За межею бідності перебувало 2,4 % осіб, у тому числі 1,9 % дітей у віці до 18 років та 5,9 % осіб у віці 65 років та старших.
Цивільне працевлаштоване населення становило 8111 осіб. Основні галузі зайнятості: освіта, охорона здоров'я та соціальна допомога — 33,3 %, науковці, спеціалісти, менеджери — 11,3 %, роздрібна торгівля — 9,4 %.